# No Man's Land (groupe)
Pour les articles homonymes, voir No man's land (homonymie).
 (décembre 2017).
Si vous disposez d'ouvrages ou d'articles de référence ou si vous connaissez des sites web de qualité traitant du thème abordé ici, merci de compléter l'article en donnant les références utiles à sa vérifiabilité et en les liant à la section « Notes et références ».
No Man's Land  est un groupe de rock indépendant et de rock Français, originaire de Gennevilliers, dans les Hauts-de-Seine.

## Biographie
Le groupe se forme en 1983 à Gennevilliers, Ile-de-France  autour de George Roig (chant) qui s'occupe aussi du management, Frédéric Roulance (guitare), Hervé Grégoire (guitare), Philippe Bouquerelle (basse) et Jean-Pierre Coppin (batterie). Fan de new wave, de punk, de hard rock, de rock français, le groupe évolue rapidement vers un répertoire chanté en français et musicalement tourné vers l'Angleterre. Parmi ses premiers concerts, le groupe joue en première partie des Hot Pants, futurs Mano Negra, au Gibus et au Cithéa à Paris, ainsi que plusieurs dates en Italie. Ils jouent également avec les Sales majestés. En 1985, Sami Chabbi remplace Frédéric Roulance à la guitare. À partir de 1987, Sami devient le nouveau chanteur  Georges garde la fonction de manager du groupe,. 
Le titre Les Morts n'ont plus mal sort sur la compilation vinyle Kram en 1987. 
En 1989, 13 titres sont enregistrés en partie dans les conditions du live. Ces 13 titres, auxquels sont ajoutés trois titres enregistrés au studio du Val d'Orge et au Studio mania  se retrouvent sur une cassette intitulée NML ONE. Celle-ci est distribuée en dépôt vente chez les disquaires indépendants de Paris et reçoit un bon accueil  (plus de 600 copies) pour un groupe alors peu connu.
Leurs premier album auto-produit intitulé No Man's Land, réalisé et enregistré au studio Val d'Orge par Jean Taxis et NML, est enregistré en août 1990 et se retrouve dans les bacs en 1991. Le groupe se sépare en 1998.

## Membres
- Frédéric Roulance (Fred) - guitare (1983-1984)
- Pascal Doffe - batterie (1985-1986)
- Christian - claviers - guitare (1988-1989)
- Serge Siemianovic - harmonica (1991-1992)
- Hervé Lauzanne (B.Boom) - samples - échantillonnages (1996-1997)
- Georges Roig - chant (1983-1986)
- Hervé Grégoire (Greg) - guitare (1983-1998)
- Sami Chabbi (Sam) - guitare, chœurs (1985-1986), guitare, chant (1987-1998)
- Jean-Pierre Coppin (Jipé) - batterie, chœurs (1983-1998)
- Philippe Bouquerelle (Phy) - basse, chœurs (1983-1998)

## Discographie
- 1989 :  NML One 16 titres
- 1991 :  No Man's Land 8 titres
- 1992 :  No Man's Land (réédité en 1992 avec 11 titres, remasterisé en 1997 avec 3 inédits en plus)
- 1994 :  Conteste
- 1996 :  B.Attitude
- 1998 :  1990-1998 La mémoire longue (7 titres venant des albums avec 12 inédits en plus)

### Compilation
1986 : titre Gavroche - cassette no 2 avec le fanzine Névrose punk.
1987 : titre Les morts n'ont plus mal - vinyle - Kram productions (distribution Madrigal puis Sakhaline).
1990 : titre Dans tes veines - cassette avec le fanzine Revanche au citron (distribution Violence prod.).
1990 : titre Paris - Moscou - Berlin - cassette Vol 2 avec le fanzine Underground (distribution Le Silence de la Rue).
1994 : titre Crois en moi - CD Un toit pour eux pour les œuvres de La mie de pain - 14 titres pour les SDF (distribution Woof trade).
1995 : titres Conteste et  6.8.45 - CD 13 - XIII Bis Records (distribution Musidisc).
1996 : titres Planète et Tout va bien - CD 13 TOUR 96 -  XIII Bis Records (Distribution Musidisc).
1996 : titre Conteste - CD 100% Rock Français - Arcade (Distribution Arcade).
1997 : titre X-Quis - CD Best of Rock Français - CNR Music France (Distribution Arcade).
2000 : titre Paris - Moscou - Berlin - 4 CD - 40 ans de Rock Français 1960 - 2000 - Remedy
2004 : titre Paris - Moscou - Berlin - 6 CD - Anthologie du Rock Français Alternatif ou rien - Universal (Club dial) 